# Soziale Stadt
Stadtteile mit besonderem Entwicklungsbedarf – Soziale Stadt ist ein seit 1999 bestehendes Programm der deutschen Städtebauförderung. Getragen wird es von dem jeweils für Bauwesen zuständigen Bundesministerium (seit 2018: Bundesministerium des Innern, für Bau und Heimat) und den Ländern.
Ursprung des  Programms ist ein gesellschaftlicher und ökonomischer Wandel in den Städten, insbesondere durch kleinräumige Segregation seit den 1990er Jahren, der die Stadtteilentwicklung vor neue Herausforderungen stellt. Das Programm soll hierauf mit einem integrierten Ansatz der umfassenden Quartiersentwicklung reagieren.
Das Programm wird 2020 im Programm Sozialer Zusammenhalt fortgeführt.

## Ziele
Ziele des Programms sind, die physischen Wohn- und Lebensbedingungen sowie die wirtschaftliche Basis in den Stadtteilen oder Stadtquartieren zu stabilisieren und zu verbessern, die Lebenschancen durch Vermittlung von Fähigkeiten, Fertigkeiten und Wissen zu erhöhen und Image, Öffentlichkeitsarbeit und Identifikation der Quartiere zu stärken. Das Leben in den städtebaulich und sozial gefährdeten Gebieten, ein sozialer Verbund und die Motivation der Bewohner sollen wieder gestärkt werden.

## Durchführung
Eine ganzheitliche, sich ständig anpassende städtebauliche und soziale Planung als integrierter Prozess aller Akteure ist der Beginn und die Begleitung einer Maßnahme zur Sozialen Stadt. Nicht nur bauliche Maßnahmen, sondern umfassende – also auch soziale –  Aufwertungsstrategien sind erforderlich. 
Kriterien für die Durchführung der städtebaulichen Gesamtmaßnahme sind die städtebaulichen Missstände als Substanz- und Funktionsschwäche, die einheitliche und zügige Vorbereitung und Durchführung der städtebaulichen Gesamtmaßnahme und ein breites öffentliches Interesse.
Die betroffenen Bürger sind intensiv in die Entwicklung der Gesamtmaßnahme Soziale Stadt einzubeziehen. Öffentlichkeitsarbeit, Stadtteil- oder Quartiersmanagement sowie Koordination und Kooperation aller Beteiligten dienen dazu, das Verständnis zu befördern, den Durchführungsprozess zu optimieren und zusätzliche finanzielle Mittel zu aktivieren. Dabei nimmt das integrierte Handlungskonzept als schriftliche Fixierung der Ziele, Maßnahmen, Projekte, Synergieeffekte, Kostenplanung und -übersicht eine wesentliche Rolle ein. Die Verzahnung unterschiedlicher Politik- und Handlungsfelder ist notwendig. Die Städtebauförderung (Land) und das Stadtteilmanagement (Stadt) haben dabei eine Leitfunktion.
Von 1999 bis 2012 wurden rund eine Mrd. Euro Bundesfinanzhilfen bereitgestellt. Da der Bund ein Drittel des Gesamtvolumens finanziert, standen zusammen mit den Mitteln von Ländern und Gemeinden insgesamt über drei Mrd. Euro zur Verfügung. Davon wurden rund 40 % der Maßnahmen in Großstädten, rund 40 % in Mittelstädten und 20 % in Kleinstädten und ländlichen Gemeinden gefördert.
Bis 2018 wurde das Programm in 934 Gesamtmaßnahmen in 533 Städten und Gemeinden umgesetzt.
Für die Fortführung des Programms hat der Bund jeweils 190 Millionen Euro pro Jahr bereitgestellt und es 2019 in sein Programm Neue Städtebauförderung aufgenommen.
Das Programm wird 2020 im Programm Sozialer Zusammenhalt fortentwickelt.

## Recht
Die rechtlichen Grundlagen für eine Gesamtmaßnahme der Sozialen Stadt als Sanierungs- oder Fördergebiet und für deren Förderung finden sich im Besonderen Städtebaurecht des Baugesetzbuches (BauGB) §§ 136 ff. Städtebauliche Sanierungsmaßnahmen, insb. BauGB § 171e Kosten und Finanzierung der Entwicklungsmaßnahme, in den Verwaltungsvereinbarungen zwischen Bund und Ländern über die Gewährung der Finanzhilfen, in den Städtebauförderungsrichtlinien und Erlassen der Länder, in deren jährlichen Länderprogrammen sowie in den Richtlinien und Satzungen der Gemeinden.